# Forte de Santo Antônio da Barra de São Luís
O Forte de Santo Antônio da Barra ou Forte de Santo Antônio da Barra de São Luís localiza-se na ponta de João Dias, atualmente entre as praias da Ponta d'Areia e prainha da tia-maria, a sudoeste do Forte de São Marcos, dominando a barra do canal que dava acesso ao porto de São Luís, no litoral de São luís capital do estado do Maranhão, no Brasil. 

## História

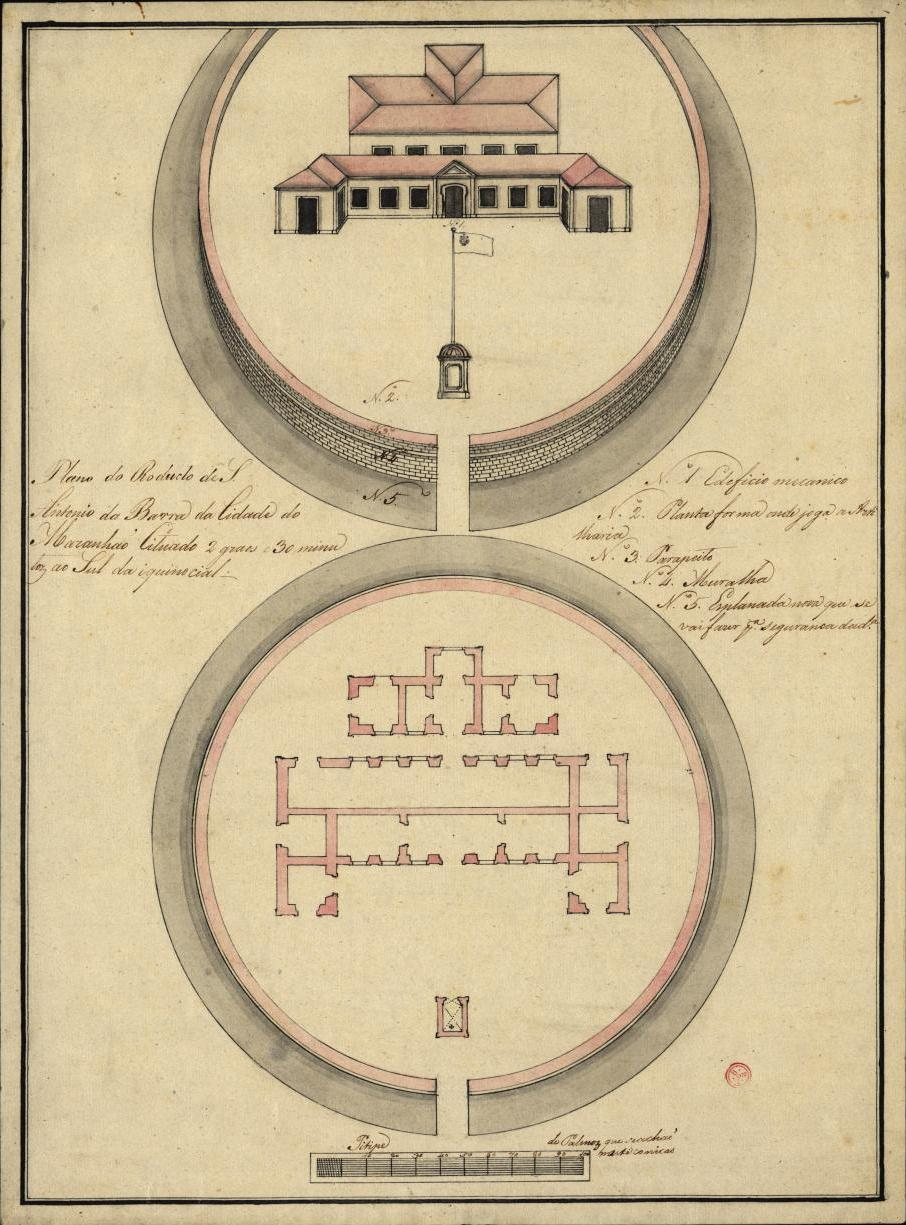
"Plano do Reducto de S. Antonio da Barra da Cidade do Maranhão..." (post. 1750)

A estrutura primitiva desta fortificação foi feita pelos invasores franceses chefiados pelo corsário Daniel de La Touche durante os combates de 1614 (SOUZA, 1885:70), levando o nome de "Fort di Sardine" (Forte da Sardinha) sendo lícito presumir que, de campanha, tenha sido erguida em faxina e terra. A seu respeito CERQUEIRA E SILVA (1833), deixou registrado:
"Na manhã seguinte [1 de Novembro de 1615] desembarcou Alexandre de Moura na ilha de S. Francisco, pouco mais d'um tiro de canhão distante da fortaleza de S. Luiz, levantando ali uma fortificação de pau-a-pique, a que se deu o nome do forte da [sic] Sardinha, guarnecendo-o Bento Maciel Parente com a equipagem do seu navio, e passou a sitiar por mar os Franceses, que desanimando contra a expectativa de Ravardière, fizeram com que este se rendesse, passando à ilha assinou logo um termo da entrega da colônia e evacuação da fortaleza, passando à Europa em três navios, que aprontou Alexandre de Moura, mais de quatrocentos franceses, ficando porém outros, que por estarem casados com Índias não quiseram acompanhá-los, e seguindo Ravardière para Pernambuco com Alexandre de Moura, a 9 de Janeiro de 1616." (op. cit., p. 184-185)
MARQUES (1970) ratifica esse entendimento ao referir que se tratava de estrutura de pau-a-pique erguida pelo Capitão-mor da capitania de Pernambuco, Alexandre de Moura, quando desembarcou em 1 de Novembro de 1615, e onde, no dia seguinte, os franceses teriam assinado a capitulação (op. cit., p. 282).
O mesmo autor conclui ser o "Sardinha", nome pelo qual este forte ficou conhecido (Forte do Sardinha), um dirigente das suas obras, citando um trecho de uma carta escrita pela Câmara Municipal de São Luís ao Sargento-mor Antônio de Barros Pereira, onde se refere: "(...) Sobre os índios que Vmcê. aponta se faça toda a diligência por se conduzirem à ponta de João Dias [para o trabalho na construção do forte], porque conforme a informação do Sardinha, os que haviam trabalhavam na pedra e haviam ido com Vmcê. (...)" (carta de 12 de Fevereiro de 1689. apud: op. cit., p. 282). Por ela se percebe ainda que as obras estavam paradas carecendo de mão-de-obra, embora, aparentemente os problemas fossem mais sérios. Dias mais tarde, a Câmara informou ao Governador: "As obras da fortaleza da ponta de João Dias, com as novas ordens de V. Sa., as largou por mão o Sargento-mor Antônio de Barros Pereira, não sabemos se foi ordem de V. Sa. ou moto-próprio, contudo ficamos de acordo em ir mandando carregar para ela pedra para que esteja ao pé da obra, e seguiremos no mais que V. Sa. ordenar." (18 de Fevereiro de 1689. apud op. cit., p. 283).
Por Carta Régia de 8 de Outubro de 1691, consta que o Governador do Maranhão dera princípio a esta fortaleza, com muitas dificuldades devido à falta de engenheiro, pedreiros, índios de serviço, materiais e cal do Reino (op. cit., p. 283). O seu risco foi do Capitão Pedro de Azevedo Carneiro ("Planta do forte, que desenhei, e se fica fazendo na Ponta de João Dias, barra da cidade do Maranhão", 1692. Arquivo Histórico Ultramarino, Lisboa) (IRIA, 1966:46). A Carta Régia de 17 de Fevereiro de 1693 participou ao Governador a remessa, de Portugal, de quatro pedreiros de alvenaria e cantaria para a continuação das obras do baluarte, vencendo cada um o jornal de 500 réis (MARQUES, 1970:283).
No início do século XVIII, a propósito de consulta em 12 de Maio de 1715 sobre o Forte de Santo Antônio da Barra de São Luís, a Coroa informou ao Governador e Capitão General Cristóvão da Costa Freire que, "como não era possível remediar a Fortaleza da barra de São Luís, situada na ponta de João Dias, conforme o exame feito pelo Capitão-mor da praça, Provedor da Fazenda e Sargento-mor de Engenheiros Custódio Pereira, e que só fazendo-se de novo e de cantaria vinda do reino poderia durar assim mesmo com dificuldade por causa da grande correnteza que ali faziam as águas, fosse tirando da dita fortaleza todas as armas e munições para se não perderem." (Carta Régia de 30 de Julho de 1716. apud: MARQUES, 1970:281). Chegou-se a projetar um novo forte para a barra de São Luís, da qual existem duas plantas redondas sob o mesmo título ("Planta da fortaleza que se há de fazer na barra de São Luís do Maranhão", 1718. AHU, Lisboa) (IRIA, 1966:46), que entretanto não saiu do papel.
De acordo com o "Plano do Reducto de S. António da Barra da Cidade do Maranhão" (post. 1750. Biblioteca Nacional, Lisboa), ao centro, sobre o terrapleno, distribuíam-se as dependências de serviço em dois edifícios de alvenaria, de um pavimento.
O Governador Gonçalo Pereira Lobato e Souza informou à Corte que "esta fortaleza se achava em grande parte abatida, porque sendo construída em terreno arenoso e alagadiço e sem firmeza, tendo por alicerces uns paus, que apodrecendo com o tempo lhe ocasionaram o abaterem-se-lhe os muros da parte do mar e barra, formou-se destas mesmas ruínas um recife." (27 de Fevereiro de 1755. apud: MARQUES, 1970:283).
O Governador Joaquim de Melo e Póvoas informou à Corte "que intentou fazer esta fortaleza em 1762, e chegou a dar princípio desmontando as muitas ruínas que ali haviam". Não continuou a obra por ver que as cortinas por duas vezes vieram abaixo (MARQUES, 1970:283) (Ofício de 21 de Janeiro de 1777, do Governador Joaquim de Mello Póvoas ao Sr. Martinho de Mello e Castro, dando conta da castelaria?).
O Relatório de 21 de março de 1797 sobre as fortalezas de São Luís, pelo Ajudante de Ordens Luís Antônio Sarmento da Maia para o Governador da Capitania, D. Fernando Antônio de Noronha (1792-1798), informa:
"O reducto de Santo Antônio, fortificação passageira, mandada fazer por V. Exa., é o mais vantajoso posto por todas as razões, porque além de estar tão próximo à barra para a poder defender com muita vantagem, tem também a de não poderem os inimigos atacá-lo com grande frente por terra, e seria sem dúvida a máxima defesa desta cidade, se o dito reduto (arquitetura) , em lugar de fortificação de campanha ou passageira, passasse a ser construído de pedra e cal, com o mesmo risco, que já teve, o qual era um paralelogramo romboidal, oferecendo um dos seus maiores lados para a entrada da barra e um ângulo obtuso para dentro do canal. O atual reduto tinha cinco canhões de calibre 18, dois de calibre 12, dois de calibre 9, tudo artilharia de ferro e em muito mau estado." (MARQUES, 1970:283).
Em 14 de Julho de 1824, o Tenente de Artilharia Manuel Joaquim Gomes liderou uma revolta contra o governo do Presidente da Província, Miguel Inácio dos Santos Freire Bruce (1824-1825), formando uma "Junta Temporária", que se instalou na fortificação. No dia 17, por ordem da Presidência da Província os fogos cruzados do Forte de São Luís do Maranhão e do Forte de São Marcos, após causar o incêndio da Casa da Pólvora, sufocaram a rebelião, afugentando os revoltosos (MARQUES, 1970:234). Desarmado à época do Período Regencial (1831-1840) (GARRIDO, 1940:37), foi avaliado em 20:291$660 réis (22 de Janeiro de 1840).
Na década de 1870, o forte, em alvenaria de pedra e cal, apresentava planta no formato de Bataria (arquitetura) circular com 23 braças de diâmetro, muralha com Ameias de 29 palmos de altura, acima do alicerce, 14 de grossura e 9 de parapeito, sendo o terrapleno calçado de pedra e a plataforma de lajes de Portugal. Sobre o terrapleno erguiam-se duas edificações, Casa do Comandante / Quartel da Tropa, e Casa da Palamenta / Paiol da Pólvora. Estava artilhada com sete peças de ferro de calibre 32, treze de 12 e uma de 9 de calibre de bala, todas montadas (MARQUES, 1970:284). O Aviso Ministerial de 24 de Agosto de 1871 dispensou o seu comando, ordenando que fosse vigiado pelo funcionário encarregado do Laboratório Pirotécnico do Exército que ali funcionava (SOUZA, 1885:70).

### Atualmente
O Forte de Santo Antônio da Barra atualmente encontra-se tombado pelo IPHAN desde 6 de agosto de 1975, tendo sido restaurado pelo instituto entre 1984 e 1991. Durante esse processo, o IPHAN chegou a assinar um convênio com a Secretaria Estadual de Cultura para implantar no local o Museu Militar de São Luís, porém, o forte foi cedido para o Grupamento de Bombeiros Marítimo (GBMar), que ao longo dos anos fez várias intervenções que acabaram descaracterizando a estrutura, sem a autorização do instituto.
Em 2012, a Justiça Federal ordenou que o Governo do Estado do Maranhão apresentasse um projeto para a recuperação da estrutura após acatar à uma ação civil pública. Somente anos depois, em 30 de março de 2016, a Secretaria Estadual de Infraestrutura anunciou um projeto de restauração da fortaleza e também de urbanização do entorno do local. O projeto, orçado em R$ 2,7 milhões, prevê a também a transformação do local num museu sobre as embarcações tradicionais do Maranhão, bem como a criação de áreas de exposição, livraria, cafeteria e auditório, e um memorial sobre a história do local.
A obra foi entregue em 8 de setembro de 2017, como parte das comemorações dos 405 anos de São Luís, contando com o Museu de Embarcações tradicionais maranhenses, um memorial sobre a história do Forte e o Museu da Imagem e Som, sendo aberto para exposições. Em suas proximidades, também se localizam o Memorial Bandeira Tribuzi e o Espigão Costeiro da Ponta d'Areia.

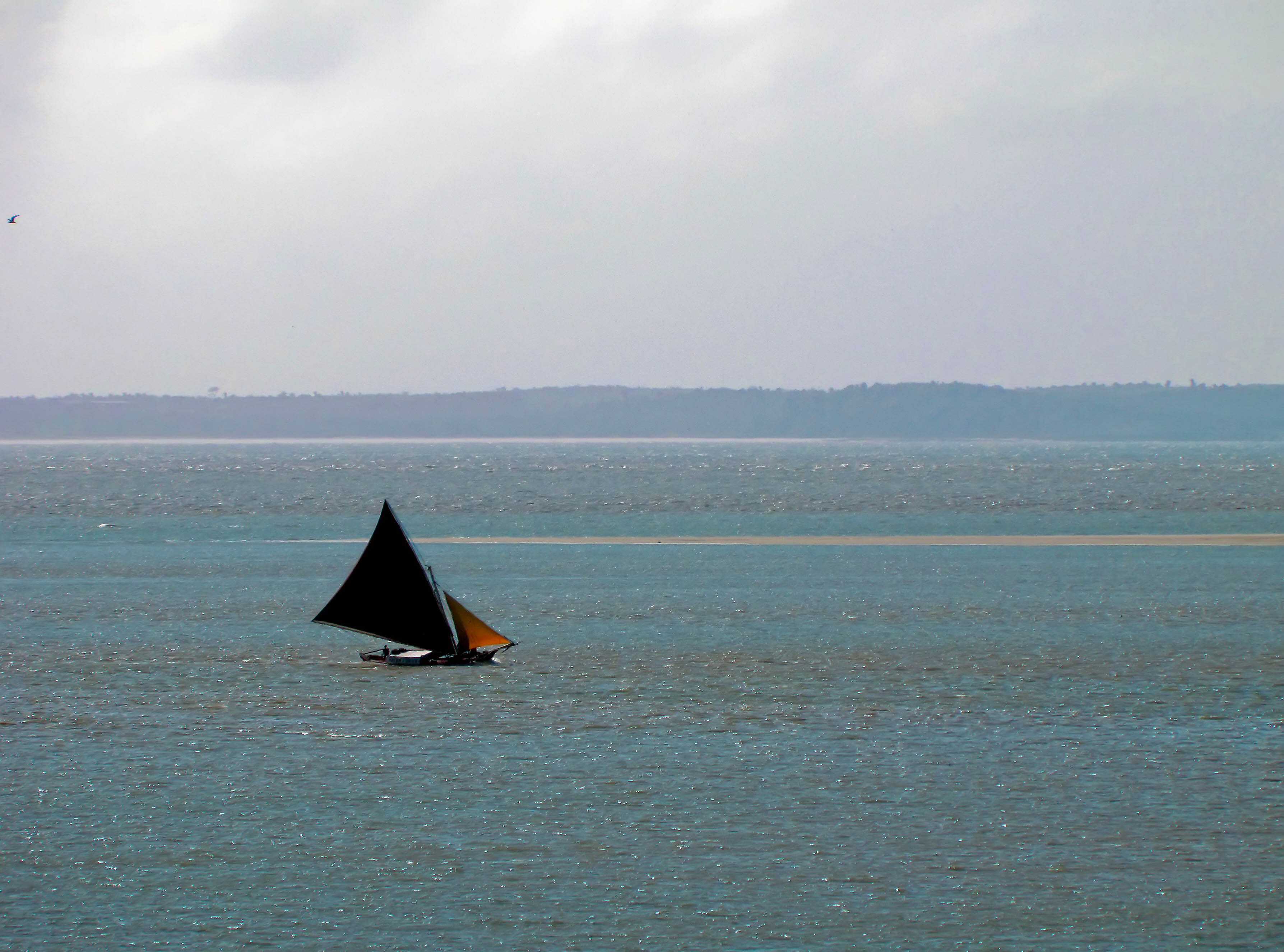
Barco na Baía de São Marcos

### Museu de Embarcações Maranhenses
No Museu de Embarcações, é possível poderá conhecer 17 tipos de embarcações tipicamente maranhenses por meio de maquetes que reproduzem em escala a original. Essas maquetes foram confeccionadas por mestres carpinteiros do Estaleiro Escola (IEMA), todos com curso de modelismo naval.
Entre os modelos de embarcações que podem ser vistos estão: Bião (Iate); Canoa de Benedito Leite; Casqyuinho de Viana; Casco com proa de risco; Biana com Casario; Canoa de um pau; Canoa de Nova Iorque; Canoa de Tasso Fragoso; Casquinho; Canoa Costeira; Igarité; Lancha de Tiom; Casco; Rabeta; Gambarra (faz o transporte de animais) e Biana.
Em razão da originalidade de suas formas, as embarcações maranhenses tradicionais fazem parte do patrimônio cultural da cidade, sendo resultado de 400 anos de experiência empírica dos navegantes, adaptadas às condições de maré (com amplitude de até 7 metros no Maranhão), ondas e ventos da região que vai do Golfão Maranhense.
A Canoa Costeira Dinamar foi tombada pelo IPHAN, em 2013.

### Museu da Imagem e Som
No museu, há uma sala de projeção com diversos vídeos sobre a cultura maranhense, uma pequena mostra de equipamentos de audiovisual antigos como máquinas fotográficas, projetores, monóculos etc. Também disponibiliza nova tecnologia com o uso de óculos de realidade virtual, transportando os visitantes para os destinos turísticos do Maranhão. Há também um projeto para instalação de estúdio de som, ilha de edição, midiateca, videoteca, núcleo de digitalização, laboratório de fotografia e espaço destinado a eventos e para produção de obras de artistas locais.